# Les Saisies

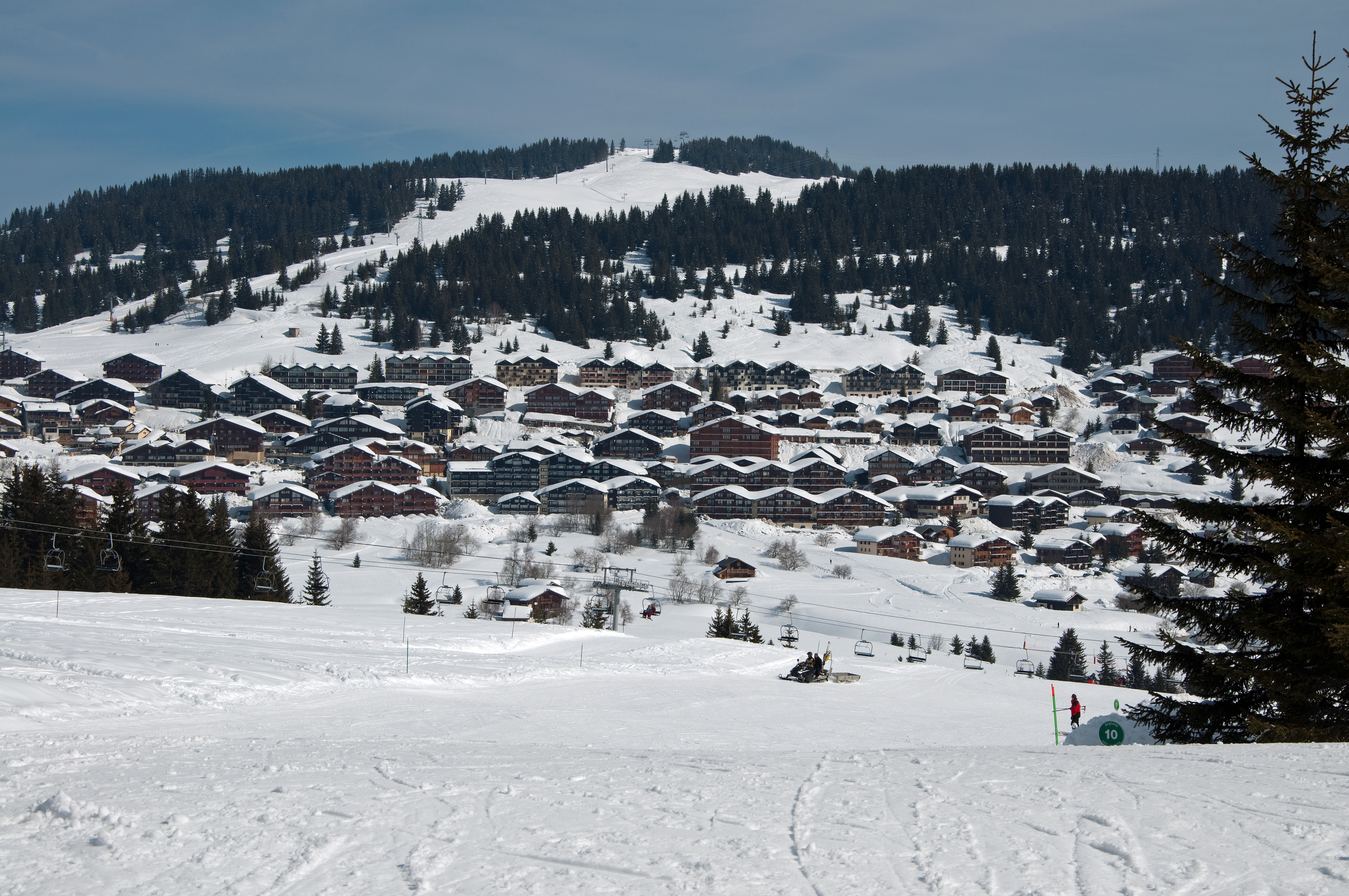
Les Saisies

Les Saisies – francuski ośrodek narciarski położony w regionie Owernia-Rodan-Alpy, w departamencie Górna Sabaudia. Leży w Masywie Beaufortain, będącym częścią Alp Zachodnich w pobliżu przełęczy Col des Saisies. W odległości 30 km leży Albertville, gdzie odbyły się XVI Zimowe Igrzyska Olimpijskie. W czasie tych igrzysk w Les Saisies rozegrano zawody w biegach narciarskich oraz biathlonie. Ponadto ośrodek oferuje też trasy narciarstwa alpejskiego.
W 1990 r. Les Saisies, razem ze słowackim Szczyrbskim Jeziorem zorganizowało 14. Mistrzostwa Świata Juniorów w Narciarstwie Klasycznym.